# Olaf Noord
Olaf Noord is een Nederlandse stripreeks van de striptekenaar en scenarist Bert Bus. Het was een van de eerste Nederlandse sciencefictionstrips. De strip gaat over een Amerikaanse piloot die door Venusianen wordt ontvoerd en allerlei avonturen in de ruimte beleeft. Bus maakte de strip aanvankelijk thuis in zijn vrije tijd, maar kreeg uiteindelijk van zijn werkgever uitgeverij De Uitgeverij Spaarnestad de mogelijkheid om de strip overdag in de studio te maken.

## Publicatie
Bus maakte vijf verhalen over Olaf Noord. De strip werd in 1953 aanvankelijk gepubliceerd in de Rebellenclub, een jeugdbijlage van het tijdschrift Panorama in later vanaf 1954 in het striptijdschrift Sjors. Pas in 1976 werden de verhalen in zwart-wit uitgegeven als stripalbum door uitgeverij RAJ-publications en in 2020 werden de verhalen in kleur uitgegeven in twee albums door Uitgeverij Boumaar.